# Gabrielle Roy

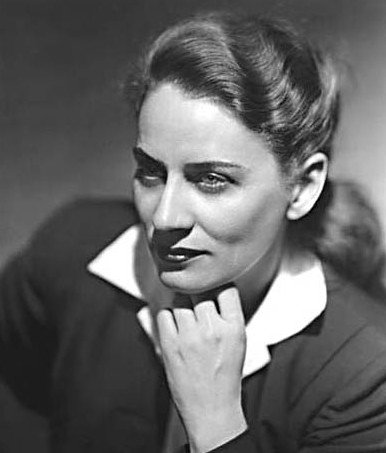
Gabrielle Roy in 1945

Gabrielle Roy, voluit Marie-Rose-Emma-Gabrielle (Saint Boniface (nu Winnipeg), 22 maart 1909 - 13 juli 1983) was een Frans-Canadese schrijfster. 

## Opmaat
Ze werd geboren als nakomertje in een groot Franssprekend gezin in de Canadese provincie Manitoba, maar ze kreeg een grondige tweetalige opleiding. Op school blonk ze uit en wist ze verschillende prijzen te behalen in compositie en welsprekendheid, speciaal van de Association d'Éducation des Canadiens Français du Manitoba. In 1928 ging ze werken als lerares; van 1930-1937 gaf ze Engels op een jongensschool. Ook slaagde ze er in deze periode al in enkele stukken (zowel in het Frans als in het Engels) in plaatselijke en landelijke tijdschriften te plaatsen. Daarnaast was Roy als actrice in touw met verschillende amateurgezelschappen.
Van de herfst van 1937 tot april 1939 woonde ze in Europa, waar ze in Engeland toneel studeerde aan de Guildhall School of Music and Drama, en voor het eerst een verhouding kreeg - met een Oekraïense nationalist. In Londen kwam Roy echter tot de ontdekking dat het schrijven haar ware roeping was en ze verliet de toneelacademie om, na een paar maanden in Zuid-Frankrijk, terug te keren naar Canada. Daar legde ze zich toe op het schrijven, eerst van artikelen, en ten slotte op romans. 

## Schrijfster
Haar eerste boek, Bonheur d'occasion ('Tweedehands geluk') uit 1945 was een bestseller en is in Canada een klassieke tekst gebleven. Met zowel de originele Franse versie van deze novelle als met de Engelse, The Tin Flute, behaalde Roy prestigieuze prijzen, waaronder de Franse Prix Femina. Ook haar roman Alexandre Chenevert (1954) werd een groot succes. Haar laatste roman Ces enfants de ma vie, vertaald in het Engels als Children of my Heart (1977), won in 2007 een van de vijf plaatsen in de grote Canadese literatuurwedstrijd Canada Reads. Dit boek werd in 2000 verfilmd; dat was ook al gebeurd met Bonheur d'occasion (1983) en met haar verhaal 'Le vieillard et l'enfant'. 
Gabrielle Roy trouwde in 1947 met Marcel Carbotte, een arts uit Quebec, met wie ze drie jaar lang in Europa woonde. In Parijs ontmoette ze Pierre Teilhard de Chardin, wiens ideeën een sterke invloed op haar kregen. In 1952 vestigde het echtpaar zich in Quebec.
Een citaat van de schrijfster uit het in 1961 gepubliceerde La montagne secrète ('De geheime berg') siert het Canadese twintigdollarbiljet: Nous connaîtrions-nous seulement un peu nous-mêmes, sans les arts ? / Could we ever know each other in the slightest without the arts?